# ويليام ديكسون كولي
ويليام ديكسون كولي (بالإنجليزية: William Dixon Colley)‏ هو صحفي غامبي، ولد في 14 نوفمبر 1913، وتوفي في 17 يناير 2001.